# کتابخانه ملی سوئد
کتابخانه ملی سوئد (سوئدی: Kungliga biblioteket, KB, به معنی "کتابخانه سلطنتی") کتابخانه ملی کشور سوئد است.
در این کتابخانه آثار چاپی و دیجیتال به زبان سوئدی نگهداری می‌شود.
کاتگل بیلیوتکت یا به اختصار (ک. ب) کتابخانه ملی سوئد است. در سال ۱۶۶۱میلادی اولین قانون سپرده قانونی تصویب شد که اطمینان می‌داد قسمت‌های بهتر از محصولات سوئدی در مرکز مجمع جمع‌آوری می‌شود.
در اصل قانون به عنوان ابزاری برای سانسور عقاید توسط سلطنت به وجود آمده بود.
همین‌طور که آزادی بیان در طی قرن‌های ۱۸ و ۱۹ به تدریج در حال افزایش بود، قانون‌گذار سپرده قانونی به عنوان وسیله ای برای جمع‌آوری و نگهداری تاریخ نوشته‌های کشور تبدیل شده بود.
در سال ۱۹۷۹میلادی، قانون‌گذار سپرده قانونی گسترش یافت که شامل پخش رادیو و تلویزیون نیز است.
از سال ۲۰۱۵میلادی به بعد، لوازم الکترونیکی نیز می‌توانند از موردهای سپرده قانونی باشند.
نتیجه خوشحال‌کننده این است که طیف گسترده‌ای از لوازم قدیمی و امروزی به‌طور امن در kB نگهداری می‌شوند.
در kB همه موارد فارغ از نوع یا محتوا برای نسل‌های آینده نگهداری می‌شوند.kB به عنوان یک کتابخانه پژوهشی، با مجموعه‌های خارجی عظیم علوم انسانی و علوم اجتماعی، عمل می‌کند.
kB برای عموم مردم باز است. صدها کاربر روزانه برای تحقیق و مطالعه منابع اصلی بهkb می‌آیند. ۳۵۰ نفر کارمند در آگاهی، فهرست بندی، هماهنگی و دیجیتال سازی برای انجام چند کار کوچک کار می‌کنند
اهمیت دسترسی: kB چیزی فراتر از مجموعه‌هایش است، هدفش شامل توصیف سیستماتیک و تقویت منابعی که نگهداری می‌کند، می‌باشد. دسترسی از طریق چندین فهرست و ابزار جست و جو، فیزیکی و دیجیتال، تحت راهنمای متخصصین کتابدار و سرویس‌های کمکی جست و جو، فراهم می‌شود. شما دعوت هستید تا کاوش کنید در دارایی‌های ما از میراث سوئد کتابخانه ملی سوئد و آژانس دولتی تحت نظارت بخش آموزش و پژوهش است. مجموعه ما متعلق به دولت سوئد است. وظیفه KB جمع‌آوری، توصیف، نگهداری و مقدور ساختن دسترسی به تمام موارد چاپ شده پخش‌ها و موسیقی‌های توزیع شده در سوئد است اولین وضع قانون سپرده قانون سپرده اطمینان حاصل کرد که KB تقریباً هر آیتمی که نوشته شده به زبان سوئدی از قرن۱۷ را به‌دست می‌آورد، اما قدمت مجموعه ما به قرون وسطی بر می‌گردد. به علاوه کل توزیع کتاب‌های سوئدی، دارایی‌های ما شامل تمام روزنامه و مقاله‌های سوئدی می‌باشد.
سپرده‌های قانونی هم چنین راه را برای توسعه دیگر مجموعه‌ها شامل کارت پستال‌ها، پوسترها، نقشه‌ها، صفحه‌های موسیقی، تبلیغات، منوها، سالنامه مدرسه، گزارش‌های سالیانه و موردهای بیشتر هموار ساخته است. مجموعه ما نوشته‌های موقتی مثل جزوه، نشانه‌ها و بلیط‌ها که بیش از ۱۴ میلیون موضوع را شامل می‌شود همه با هم مجموعه‌های فیزیکی KB که بیشتر از ۱۴۰ کیلومتر قفسه را در برمی‌گیرد.
KB از مجموعه‌های عظیم نسخ‌های خطی، نامه‌ها، تصاویر، عکس‌ها و دیگر مواردی که برای کتابخانه به‌دست آمده خریده شده یا اهدایی به کتابخانه است محافظت می‌کند. همچنین از چندین آرشیو شخصی به جا مانده از
نویسنده‌های برجسته سوئدی و نمادهای فرهنگی محافظت می‌کند.